# Mycetophila hilversidae
Mycetophila hilversidae är en tvåvingeart som beskrevs av Zaitzev 1998. Mycetophila hilversidae ingår i släktet Mycetophila och familjen svampmyggor. Inga underarter finns listade i Catalogue of Life.